# أندرياس بالوف
أندرياس بالوف هو مؤرخ ودبلوماسي وسياسي مجري، ولد في 6 مارس 1944 في بودابست في المجر. نشط حزبياً في الحزب الاشتراكي المجري وحزب العمال الاشتراكي المجري. وقد انتخب سفير (2005 – ) وانتخب سفير المجر لدى الهند ‏ (1988 – 1992).